# Косихопий I
Косихопий I (Косихопи, Косиопи, Cosijopii, Cocijopii или Cosiiopii; 30 декабря 1502—1563) — последний правитель сапотекского государства Саачила, которое ацтеки называли Теотсапотлан. Это царство располагалось в западной части нынешнего мексиканского штата Оахака и в последний период достигало тихоокеанского побережья нынешних Чьяпаса и Гватемалы. Государство Саачила пало после испанской колонизации. Косихопи был сыном сапотекского монарха по имени Косихоеса и Койоликальцин, дочери ацтекского тлатоани Ауисотля. Его братьями и сестрами были Битупа, Натипа, Пинопия, Косихопи и Донахи.
Косихопий унаследовал трон от своего отца Косихоесы в 1529 году (по другим данным, в 16-летнем возрасте в 1518 году). В середине XVI века Косихопи перенёс свою столицу из города Саачила в Гиенголу. Его сестра, Донахи Сикасиби, была похищена миштеками и доставлена в Теуантепек. Прибыв на Теуантепекский перешеек, заключил союз с испанскими конкистадорами под командованием Педро де Альварадо. Вместе они сражались с миштеками. Косихопий подвергся допросу испанских священников по поводу его идолопоклоннических религиозных практик. Согласно Католической энциклопедии, Косихопи II впоследствии «принял католическую веру» и крещение под именем Хуан Кортес Сикасиби (исп. Juan Cortés Sicasibí) в 1527 году.
Между 1543 и 1555 годами дон Хуан Кортес Сикасиби построил монастырь Санто-Доминго в Теуантепеке. Основатель города Хучитан-де-Сарагоса.